# Wilhelm Pätz
Friedrich Wilhelm Conrad Pätz, auch Wilhelm Paetz (* 29. Juli 1800 in Braunschweig; † 29. Juni 1856 in Bückeburg), war ein deutscher Landschaftsmaler und Lithograf der Düsseldorfer Schule.

## Leben
Friedrich Wilhelm Conrad Pätz wurde als Sohn des herzoglichen Magazinverwalters Heinrich Andreas Pätz und der Catharina Maria Amalia Mandel in Braunschweig geboren. Er studierte Malerei an der Kunstakademie Düsseldorf, wo er  1837 bis 1838 Schüler in der Landschafterklasse von Johann Wilhelm Schirmer war. Am 13. April 1841 wurde er durch den Fürsten Georg Wilhelm zu Schaumburg-Lippe als zweiter Zeichenlehrer an das Gymnasium Adolfinum in Bückeburg berufen. 1856 wurde er dort erster Zeichenlehrer. Friedrich Wilhelm Conrad Pätz war verheiratet mit Elise Auguste Lübke, Tochter des Fürstlichen Konzertmeisters Georg Heinrich Martin Lübke aus Bückeburg.
Von Pätz sind zahlreiche Werke, insbesondere aus Braunschweig, Bückeburg und Umgebung überkommen.

## Werke (Auswahl)

Werke von Wilhelm Pätz
Gesamtansicht der Stadt Braunschweig von Süden
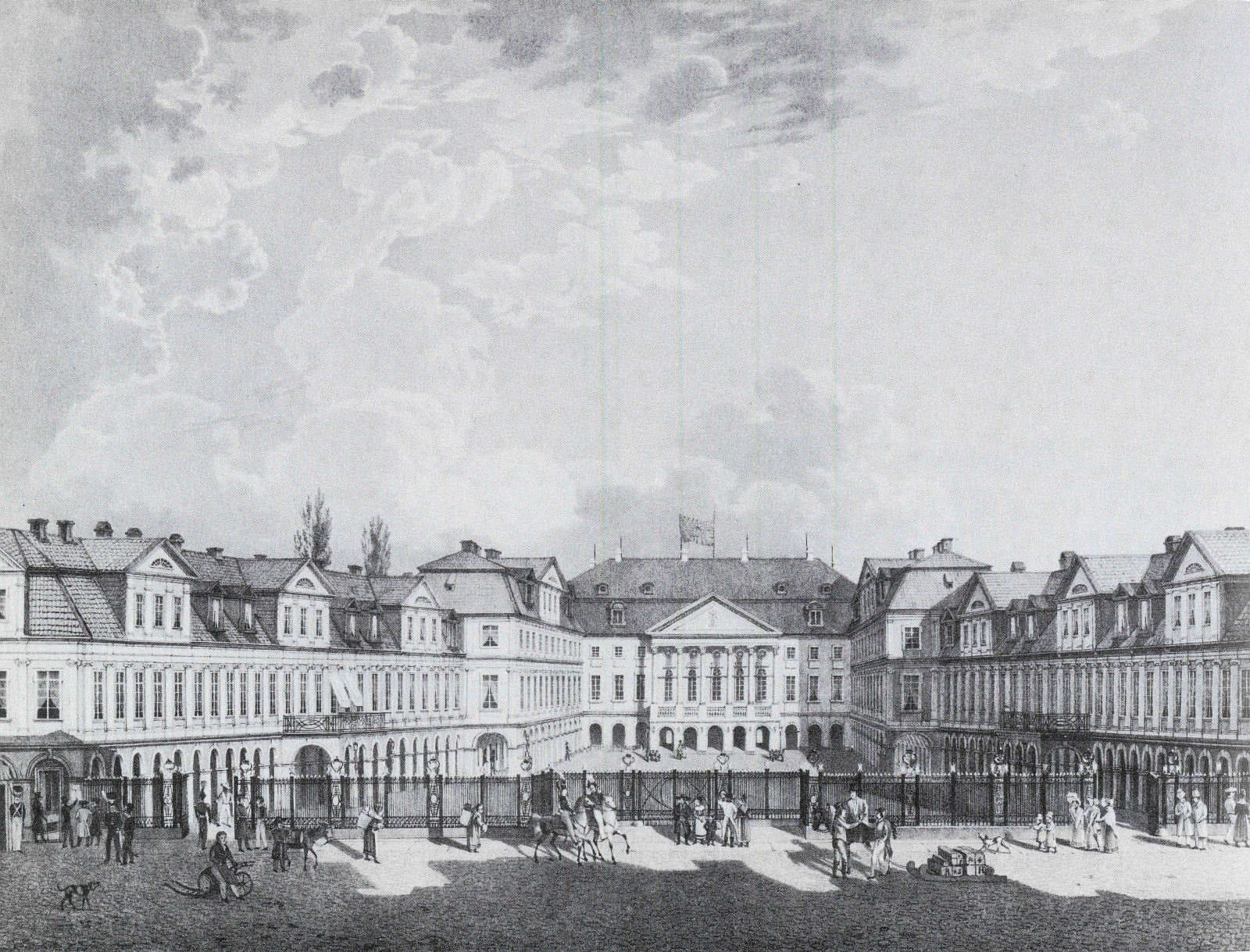
Das erste Braunschweiger Schloss
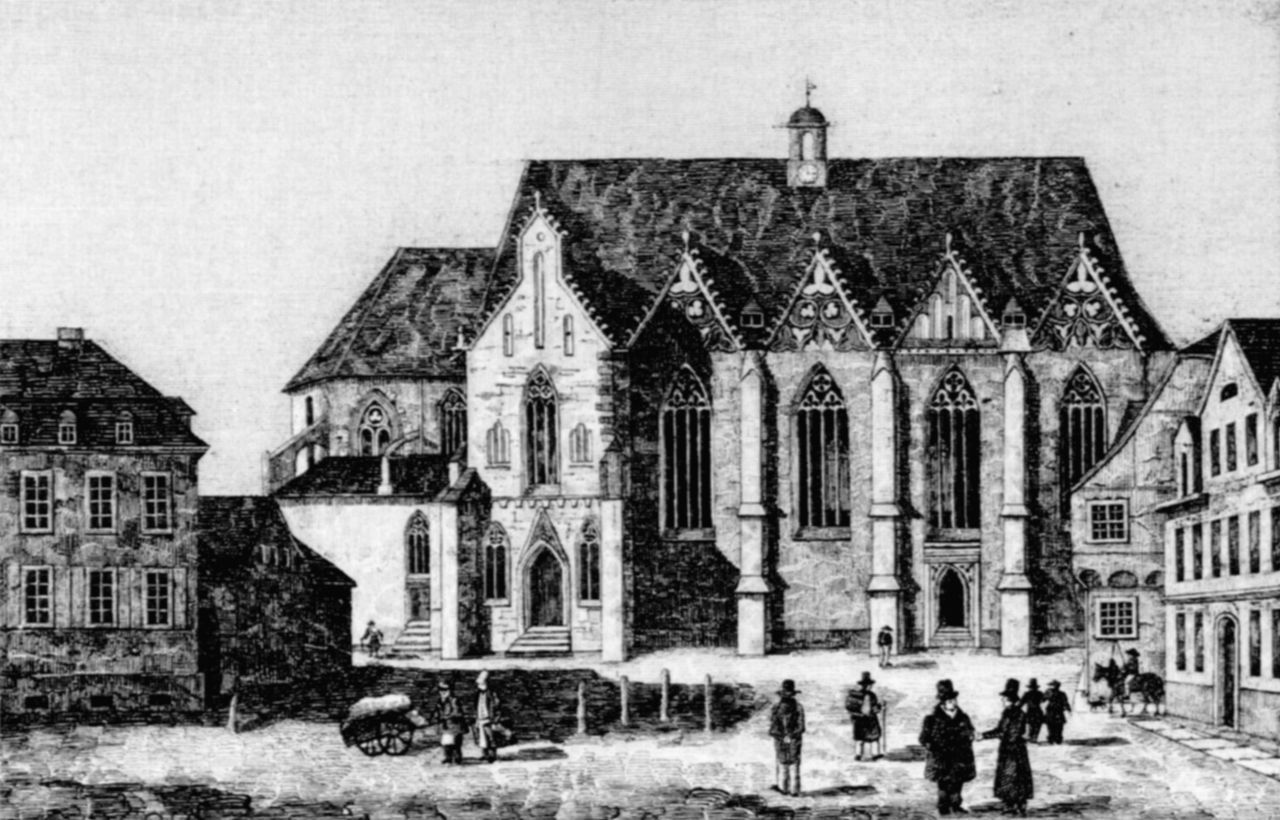
Aegidienkirche
Gliesmaroder Turm
Ölper Turm
Raffturm
Schöppenstedter Turm
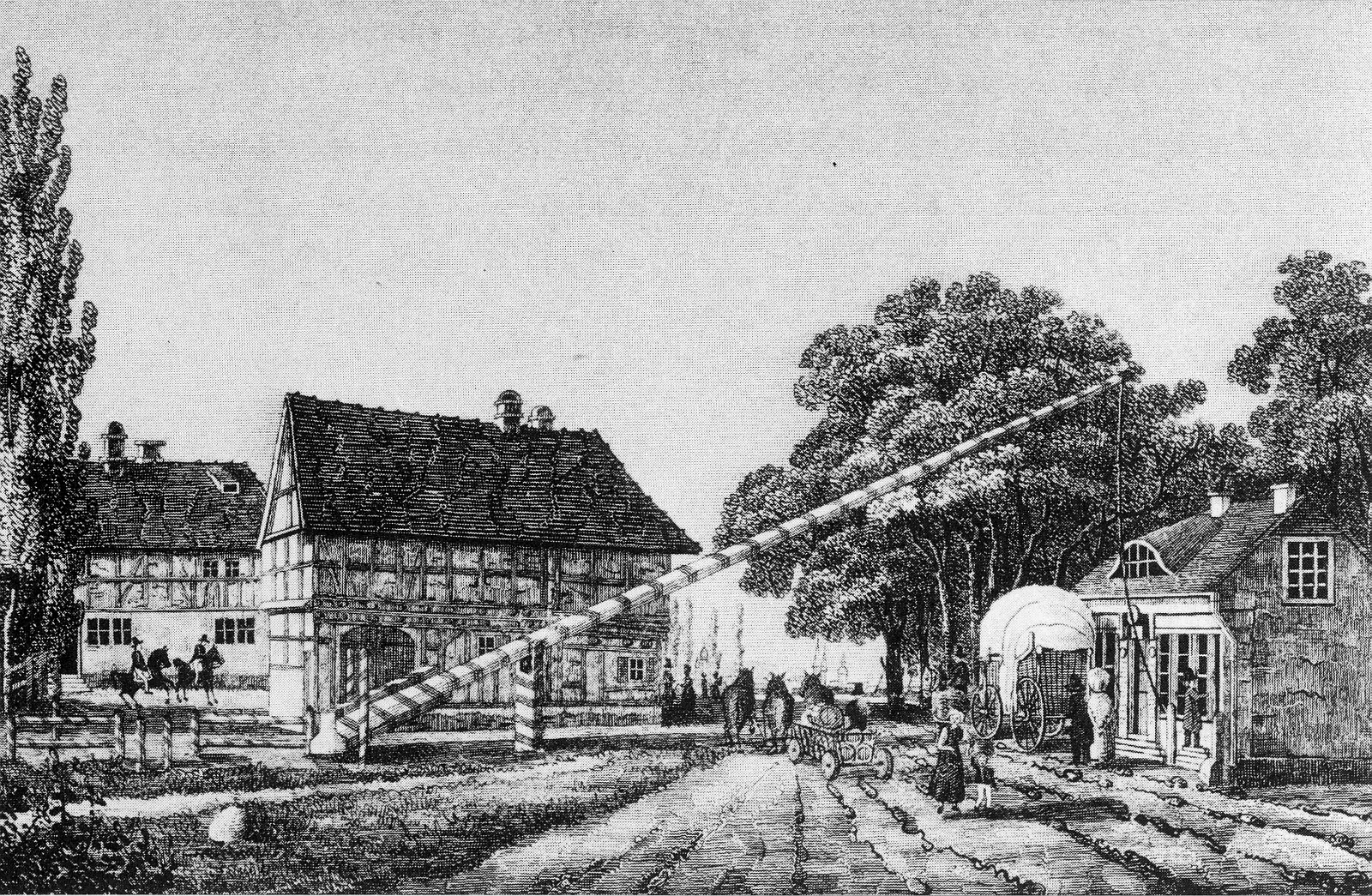
Wendenturm (Braunschweig)